# تفجير بيروت أغسطس 2013
تفجير بيروت أغسطس 2013 في 15 أغسطس 2013، انفجرت سيارة مفخخة في منطقة الرويس بالضاحية الجنوبية لبيروت، ما أسفر عن مقتل سبعة وعشرين شخصًا وإصابة أكثر من مائتي شخص. وتعد منطقة الرويس معقلا لحزب الله اللبناني،  وكان هذا «أسوأ انفجار في جنوب بيروت» منذ محاولة الاغتيال التي استهدفت رجل الدين الشيعي محمد حسين فضل الله بسيارة مفخخة عام 1985،  وكانت «كتائب عائشة» مسؤولة عن الانفجار، واتهمت المجموعة في بيان لها حزب الله ونصر الله بأنهما عميلان إيرانيان وهددتا بشن مزيد من الهجمات،  ولكن وزير الداخلية مروان شربل وغيره من السياسيين أتهموا إسرائيل بالوقوف وراء الهجوم.
جاء التفجير «وسط توترات طائفية» حول تدخل حزب الله الشيعي ضد السنة في الحرب الأهلية السورية،  وقبل شهر من التفجير أصابت سيارة مفخخة أكثر من 50 شخصًا في نفس المنطقة،  وبعد أسبوع قصف مسجدان في طرابلس مما أسفر عن مقتل أكثر من 40 شخصًا وإصابة المئات، وكان يعتقد أن تفجير طرابلس كان ردا على تفجير بيروت.
وأوردت قناة المنار التابعة لحزب الله أن الانفجار وقع في طريق رئيسي وأن المباني المجاورة لحقها دمار بالغ.

## ردود الفعل
- أدانت المنظمة العربية لحقوق الإنسان التفجير الذي وصفته بالإرهابي واعتبرته يستهدف تقويض السلم الأهلي في لبنان، واستغلال الانقسامات السياسية المتزايدة في ظل استفحال الموقف في سوريا.[7]
- دان الأمين العام للأمم المتحدة بان كي مون بشدة التفجير الذي أوقع 18 قتيلا وأكثر من 291 جريحاً في الضاحية الجنوبية لبيروت ودعا اللبنانيين إلى الوحدة، وقال «في هذه الفترة من التوتر الشديد، على جميع اللبنانيين البقاء موحدين والتجمع خلف مؤسسات الدولة والحفاظ على الأمن والاستقرار».[8]